# Grande Ecossistema de Yellowstone

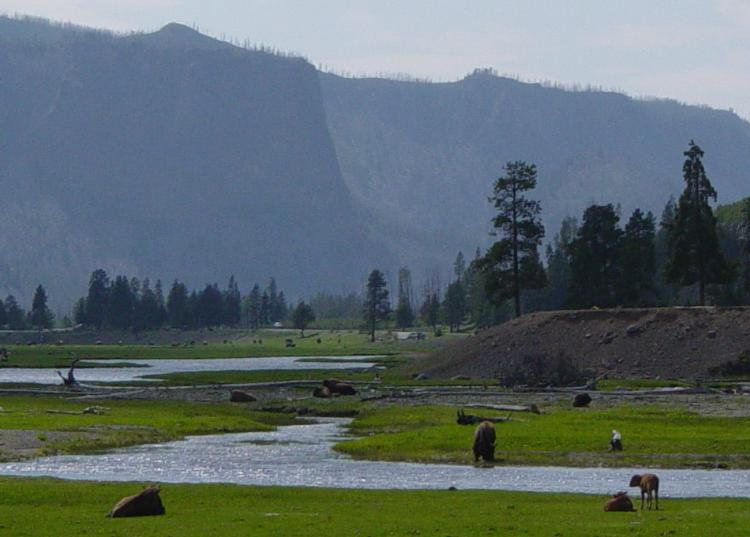
Bisonte a pastar ao longo do rio Gibbon no Parque Nacional de Yellowstone.

O Grande Ecossistema de Yellowstone (Greater Yellowstone Ecosystem) é o último grande ecossistema ainda parcialmente intacto no norte temperado da Terra  e está localizado nos limites do Parque Nacional de Yellowstone. O Greater Yellow Ecosystem (GYE) é um dos primeiros laboratórios naturais do mundo a estudar ecologia e geologia da paisagem, além de ser um local recreativo conhecido.

## História
Os limites do Parque Nacional de Yellowstone foram arbitrariamente estabelecidos em 1872 com o plano de incluir as bacias geotérmicas de Yellowstone. Nenhuma outra área foi considerada para inclusão no parque nacional. Todavia, desde 1970, a area do urso-grisalho nos confins do parque tornou-se o primeiro limite mínimo informal dum ecossistema teórico do Grande Yellowstone, que incluía uma área de cerca 16.000 km². Desde então, o tamanho da área protegida tem aumentado constantemente. Um estudo de 1994 acrescentou a extensão para 76.890   km², com o auspicio da cúpula da Grande Coalizão de Yellowstone de uma extensão de até 80.000 km².
Outras áreas federais incluídas no GYE são a floresta nacional Gallatin, a floresta nacional Custer, a floresta nacional Caribou-Targhee, a floresta nacional Bridger-Teton e a floresta nacional Shoshone, bem como o Refúgio Nacional de Elk e o parque. Parque Nacional de Grand Teton. O GYE também inclui algumas propriedades privadas incluídas nas áreas geridas pelo governo dos EUA. Desde 1966, dez áreas florestais distintas, fora das fronteiras do Parque Nacional de Yellowstone, foram incluídas entre as Florestas Nacionais, a fim de garantir um nível mais alto de proteção dos habitats naturais.

## Gestão de ecossistemas

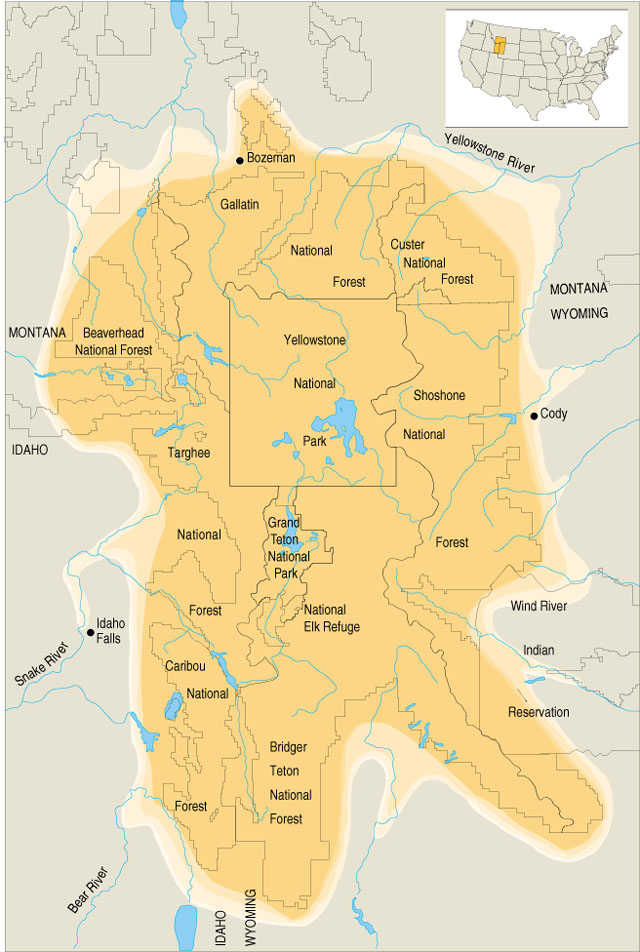
Mapa do Grande Ecossistema de Yellowstone.

As estimativas do declínio da população de álamo tremedor ( Populus tremuloides ) nas regiões norte dos parques nacionais desde 1872 variaram de 50% a 95%. Vários fatores são responsáveis pela mudança no status do álamo tremedor e, entre esses, a influência dos nativos americanos nas numerosas espécies de mamíferos e na frequência de incêndios na região antes da criação do parque em 1872. Outros fatores são:
- aquecimento climático regional;
- influência dos colonizadores europeus nos incêndios a partir de 1886;
- influência humana em mamíferos, como o castor (Castor canadensis) e ungulados, nos 15 anos iniciais do parque;
- a alteração, causada por populações humanas, das rotas migratórias tradicionais dos ungulados no norte do parque desde 1872;
- pressão no ecossistema causada pelos alces a partir de 1900;
- influências humanas na distribuição local do alce (Alces alces).

As nascentes termais da região de Yellowstone são importantes para a grande biodiversidade representada por bactérias termofílicas. Essas bactérias têm sido úteis em estudos sobre a evolução da fotossíntese e como fontes de enzimas termoestáveis úteis para a biologia molecular. A presença de grandes quantidades de enxofre alimenta um ecossistema em particular, onde vivem cianobactérias que fixam micróbios de enxofre e extremofílicos, usando o hidrogénio como fonte de energia para reações de fixação biológica.

### A reintrodução do lobo cinzento
O parque é frequentemente citado como um exemplo do efeito de super predadores no ecossistema. Após a reintrodução do lobo cinza ( Canis lupus occidentalis ), ocorrida em 1995, os pesquisadores testemunharam alteracoes drásticas. Os wapiti, a principal presa do lobo cinza, mudaram os seus hábitos abandonando as áreas ribeirinhas nas quais pastavam constantemente. Isso levou à recuperação da vegetação, composta de salgueiro e aspen, regenerando o habitat natural do castor, do alce e de muitas outras espécies. Além dos efeitos sobre essas espécies, a presença do lobo cinza também influenciou a população do urso grisalho do parque. Os ursos, ao acordarem da hibernação no inverno, alimentam-se das presas mortas pelos lobos para recuperar peso e energia após o jejum que durou muitos meses. Muitas outras espécies também foram documentadas alimentando-se de presas mortas por lobos .